# Aslan Abasjidze

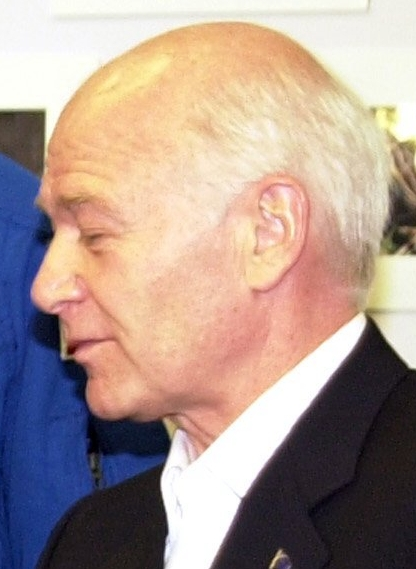
Aslan Abasjidze år 2002.

Aslan Abasjidze (georgiska: ასლან იბრაიმის ძე აბაშიძე, Aslan Igraimis dze Abasjidze), född 20 juli 1938 i Batumi, är en adzjarisk politiker och före detta ledare för den adzjariska autonoma republiken i västra Georgien från 1991 till den 5 maj 2004. Under Adzjarienkrisen år 2004 pressades Abasjidze att avgå från sin post och han har sedan dess varit bosatt i Rysslands huvudstad Moskva. Den 22 januari 2007 fann Batumis tingsrätt Abasjidze skyldig till att felaktigt ha använt sin ställning och för att ha förskingrat 98,2 miljoner georgiska lari. För detta dömdes han till 15 års fängelse i sin frånvaro. Han är också anklagad för att ha mördat sin tidigare ställföreträdande, Nodar Imnadze, år 1991.
Abasjidze efterträddes på sin post som Adzjariens ledare av Levan Varsjalomidze.